# Витте, Елизавета Ивановна де
Елизаве́та де-Ви́тте (1833 или 1834 — после 1915) — русский педагог, писательница и публицистка православно-монархической направленности.

## Биография
Дочь коллежского асессора Ивана Петровича Аммосова (1797-?) и Варвары Дмитриевны Свечиной.
Окончила Смольный институт (1851).
Вышла замуж в 1856 году за Михаила Павловича де-Витте (17.07.1828 — 16.03.1867), командира л.-гв. батарейной N 5 батареи 3-й гвардейской и гренадерской артиллерийской бригады, кавалера орденов св. Станислава 2-й и 3-й степени, св. Анны 3-й степени и св. Владимира 4-й степени с мечами и бантом (1851 г.).
В 1875—1897 гг. — главная надзирательница Тифлисской и Ковенской женских гимназий, затем с 1897 по 1904 гг. — директор пансиона при Фундуклеевской женской гимназии в Киеве. О своей работе в вышеперечисленных гимназиях написала позднее книгу «Из воспоминаний начальницы женской гимназии. В трех частях. 1875—1904».
Член Исторического общества летописца Нестора. Печаталась в «Русском деле», «Заре», «Руси», «Правдивом слове».
Имела собственное издательство в Шамордине.

### Семья
Муж (с 1856) — Михаил Павлович де-Витте. Дети:
- Валерия Михайловна де-Витте (16.03.1857 — 10.10.1882, погребена в слободе Стаповой Воронежской губернии);
- Ольга Михайловна де-Витте (03.10.1859 — 14.05.1879, погребена в Петербурге на Успенском кладбище);
- Владимир Михайлович де-Витте (30.09.1866 — 16.03.1868, погребен в селе Гуторове Курской губернии).

## Творчество
Автор ряда популярных публикации по русской истории, гимназических пособий по литературе и фольклору Древней Руси. В 1889 году опубликовала свой перевод Слова о полку Игореве. Также подготовила к публикации значительное число житий святых и фольклорных источников.
В публицистике резко критиковала украинское национальное движение и политику Австро-Венгрии по отношению к её славянскому населению.

## Публикации

### Пособия для школы
- Чтения по истории славян. Ковно, 1886.
- Равноапостольный князь Владимир святой. Санкт-Петербург, 1888.
- Книга для чтения в школе и дома:
  - Выпуск 1. Начальная летопись и жития препод. Антония и Феодосия Печерских… Санкт-Петербург: тип. Ф. Елеонского и Ко., 1888.
  - Выпуск 2. Народное творчество: сказки и былины и Слово о полку Игореве… Ковно: в тип. Губернского правления, 1889.
- Святые первоучители славянские Кирилл и Мефодий и культурная роль их в Славянстве и России. Санкт-Петербург: Общество ревнителей русского исторического просвещения в память императора Александра III, 1908.
- Рассказы из русской истории. Почаев, 1908—1909.
- Княжество Московское. Почаев, 1912.
- Книга для чтения в начальной школе. Почаев, 1913.
- Потомки великого князя Калиты. Почаев, 1913.
- Культура XIX и XX веков: популярный очерк. Шамордино, 1914.
- Св. Василий Великий. Почаев, 1914.

### Сочинения по истории, страноведению, путевые заметки
- Об археологической находке в с. Ласкове, Владимир-Волынского уезда, в 1610 году. Киев: тип. Т. Г. Мейнандер, 1900.
- Буковина и Галичина, лето 1903 г.: сообщение, читанное в общем собрании Киев. слав. благотворит. о-ва 22 окт. 1903 г. Киев: тип. И. И. Горбунова, 1903.
- Буковина и Галичина. Путевые впечатления (с историческими очерками). Лето 1903 г. Киев, 1904
- Путевые впечатления и исторические очерки. Киев, 1905.
- Действительность. Выпуски 1-18. Почаев, 1905—1915.
- Босния и Герцеговина. Берлинский договор. Культурная миссия Австрии на Балканах. Мюрциштегское соглашение. Кременец, 1908.
- Путевые впечатления с историческими очерками. Словачина и Угро-руссы. Почаев, 1909.
- Белорусы и литовцы. Почаев, 1910..
- Угроруссы. Почаев, 1914.
- Триест, Приморье, Далмация и Тироль. Шамордино, 1915.

### Политическая публицистика
- Чему учат нас поляки. Почаев, 1905.
- Пангерманизм. Почаев, 1909.
- Как живется галичанам под конституцией. Почаев, 1910.
- Очерк истории возникновения и развития украинофильства и самосознания русского народа в Галичине. Почаев, 1911.
- Немец о жидах и жиды в Германии и во всем мире. Почаев, 1911.
- Австро-Венгрия и её славянские народы. Шамордино, 1912.
- Буковина и Галичина. Шамордино, 1914.
- Жиды в Австро-Венгрии и Румынии. Шамордино, 1914.
- Масонство в Австрии и Германии. Шамордино, 1914.
- Происхождение и развитие украйнофильства. Шамордино, 1915.
- (с Е. Ф. Тураевой-Церетели) Галицкая Русь в её прошлом и настоящем. М.: т-во скоропеч. А. А. Левенсона, 1915.